# Orrosbogárfélék
Az orrosbogárfélék (Anthribidae) a bogarak (Coleoptera) rendjébe, ormányosalkatú bogarak (Curculionidea) öregcsaládjába tartozó népes rovarcsalád. 3860 leírt fajjal, az ormányosalkatúak harmadik legnagyobb családját alkotják.

## Elterjedésük
Fajaik világszerte elterjedtek, legtöbb képviselőjük a trópusi területeken él. Európában 63, Magyarországon 27 fajuk fordul elő.

## Megjelenésük
A hazai fajok mérete 0,7-15 mm között változik. Testük alapszíne fekete, fehér vagy barna, amit szőrzet, vagy pikkelyzet fed, mely foltokba rendeződve különféle mintázatokat alkothat. Ormányuk viszonylag rövid, széles, lapított, elöl erős rágó szájszervvel. Csápjaik sohasem térdeltek, általában 11, ritkábban 9 ízű. Farfedőjük szabadon álló, a szárnyfedők nem takarják el. Lábukon csak a harmadik lábfejízt borítja sűrű szőrzet.
Lárváik lábatlanok, C-alakban görbültek.

## Életmódjuk
A fajok túlnyomó többsége szaproxilofág táplálkozású, a lárvák elhalt faanyagokon fejlődő tömlősgombák (Ascomycota) gombafonalait fogyasztják. A szaproxilofág táplálkozáson kívül a családban megjelenik a pollen- és zuzmófogyasztás, az élő és elhalt növényi szövetekkel, magvakkal való táplálkozás, illetve a ragadozó életmód is. Korábban úgy vélték, hogy az orrosbogarak azon csoportjai, melyek jelenleg növényekben fejlődnek, tartották meg ősi jellemzőiket, mára azonban kiderült, hogy ez levezetett tulajdonság, az orrosbogarak esetében az ősi táplálkozásmód a gombafonalak fogyasztása. Táplálkozás szempontjából Magyarországon kilógnak a sorból a pajzstetvész fajok (Anthribus spp.), illetve a trópusi területekről behurcolt kávébogár (Araecerus fasciculatus).
Az orrosbogarak, ellentétben az ormányosalkatúak többségével, ormányukat sohasem használják a tojásrakás előkészítésére, nem fúrnak lyukat vele.

## Rendszerezésük, hazai fajok
Az orrosbogarak rendszerezésével kapcsolatban számos megválaszolatlan kérdés áll fenn. Egyelőre a család monofiletikus volta sem tisztázott, az Urodontinae alcsalád számos jellemzőjében különbözik a többitől, sok szerző, külön családként is kezeli a csoportot. Az orrosbogaraknak Magyarországon 27 faja fordul elő.

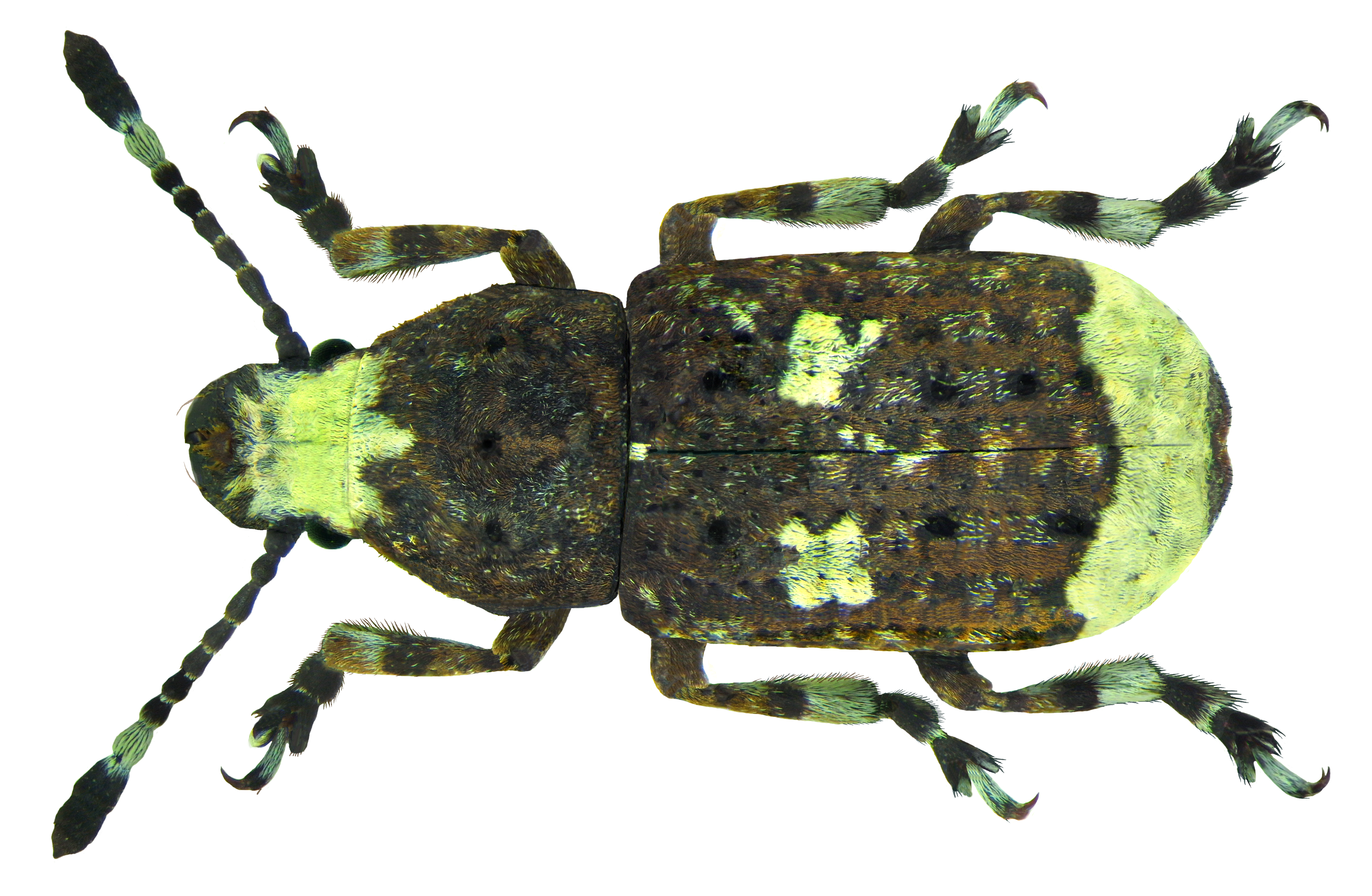
Nagybajuszú orrosbogár (Platystomos albinus)

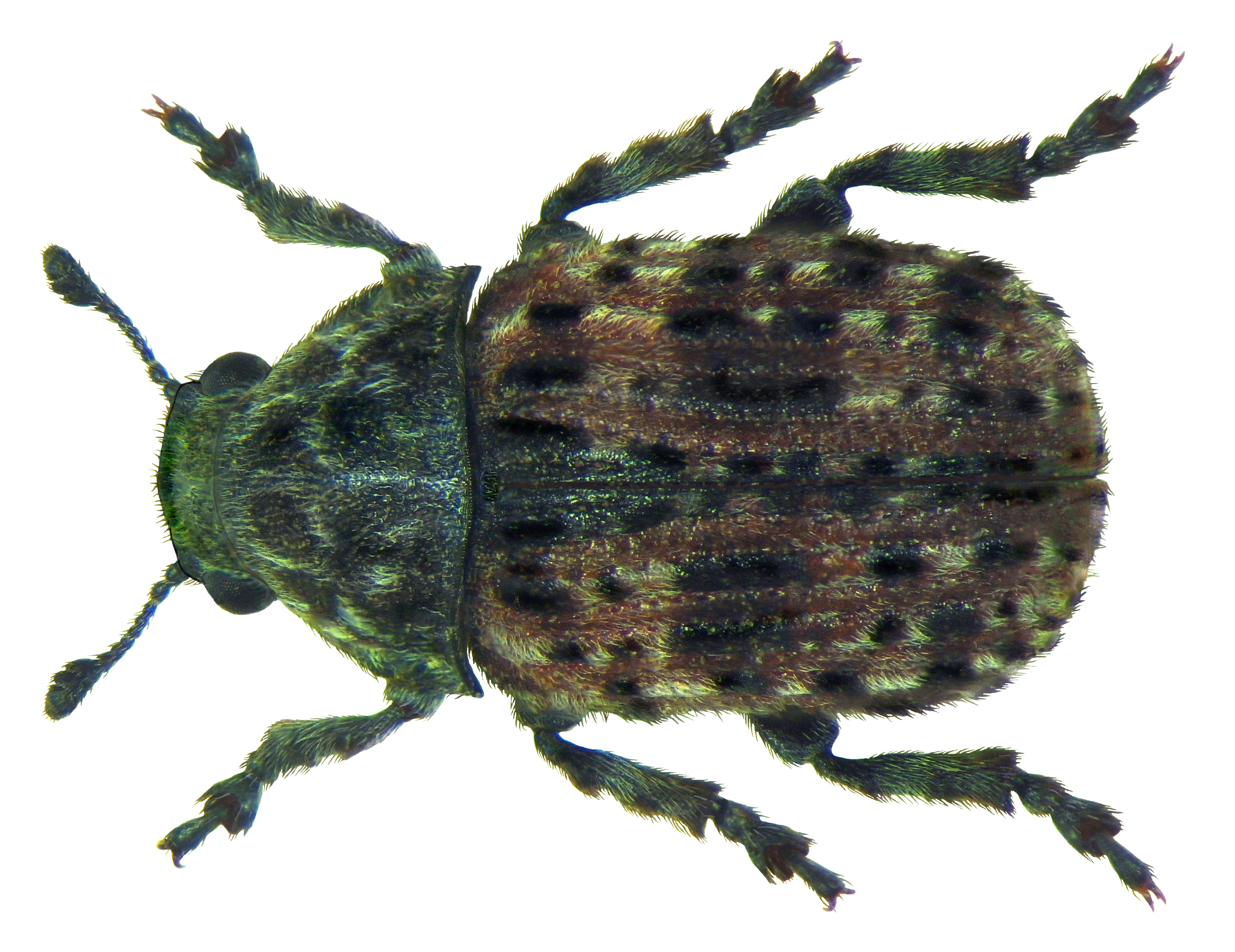
Foltsoros pajzstetvész (Anthribus fasciatus)

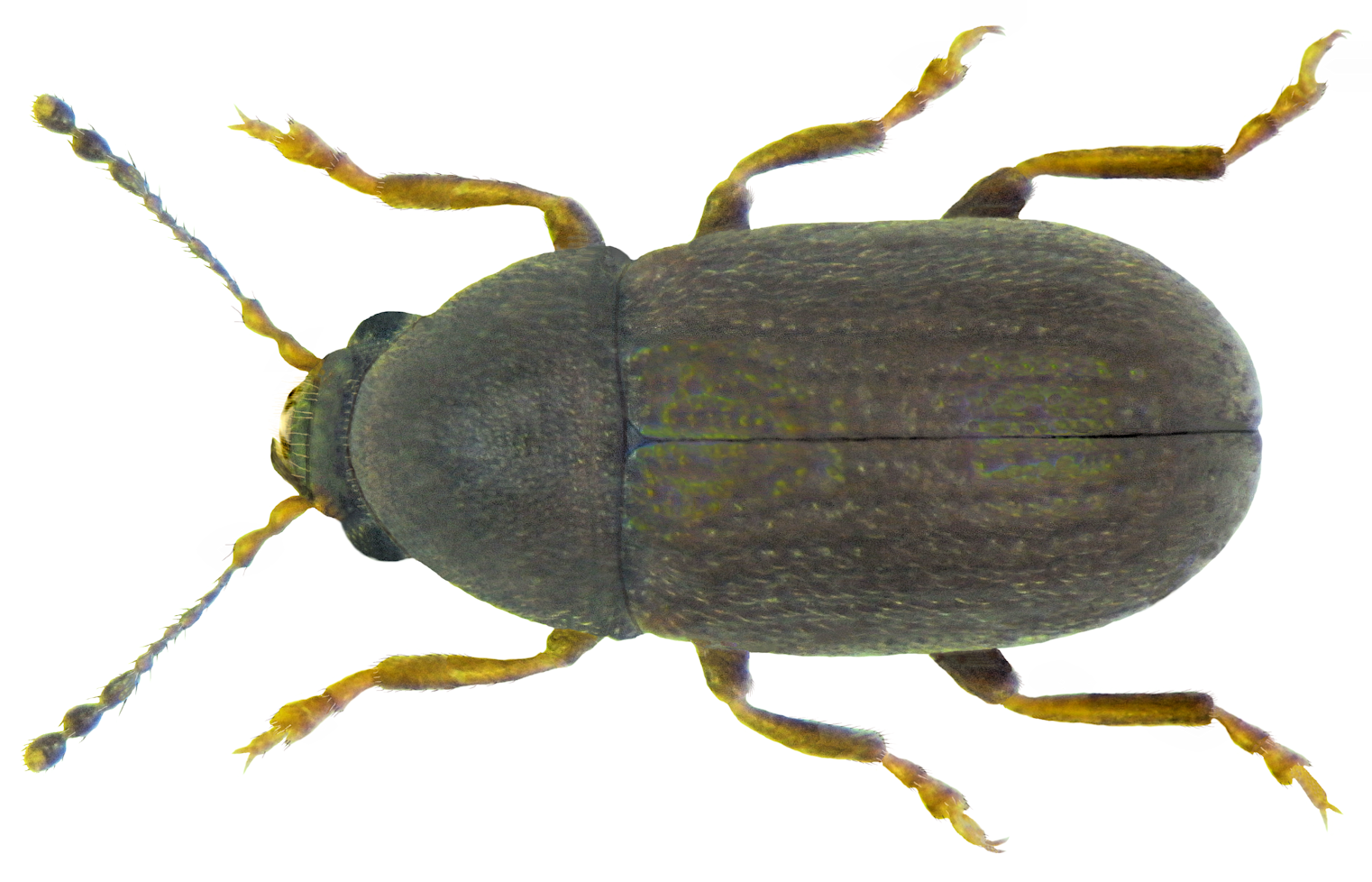
Sheppard-orrosbogár (Choragus sheppardi)

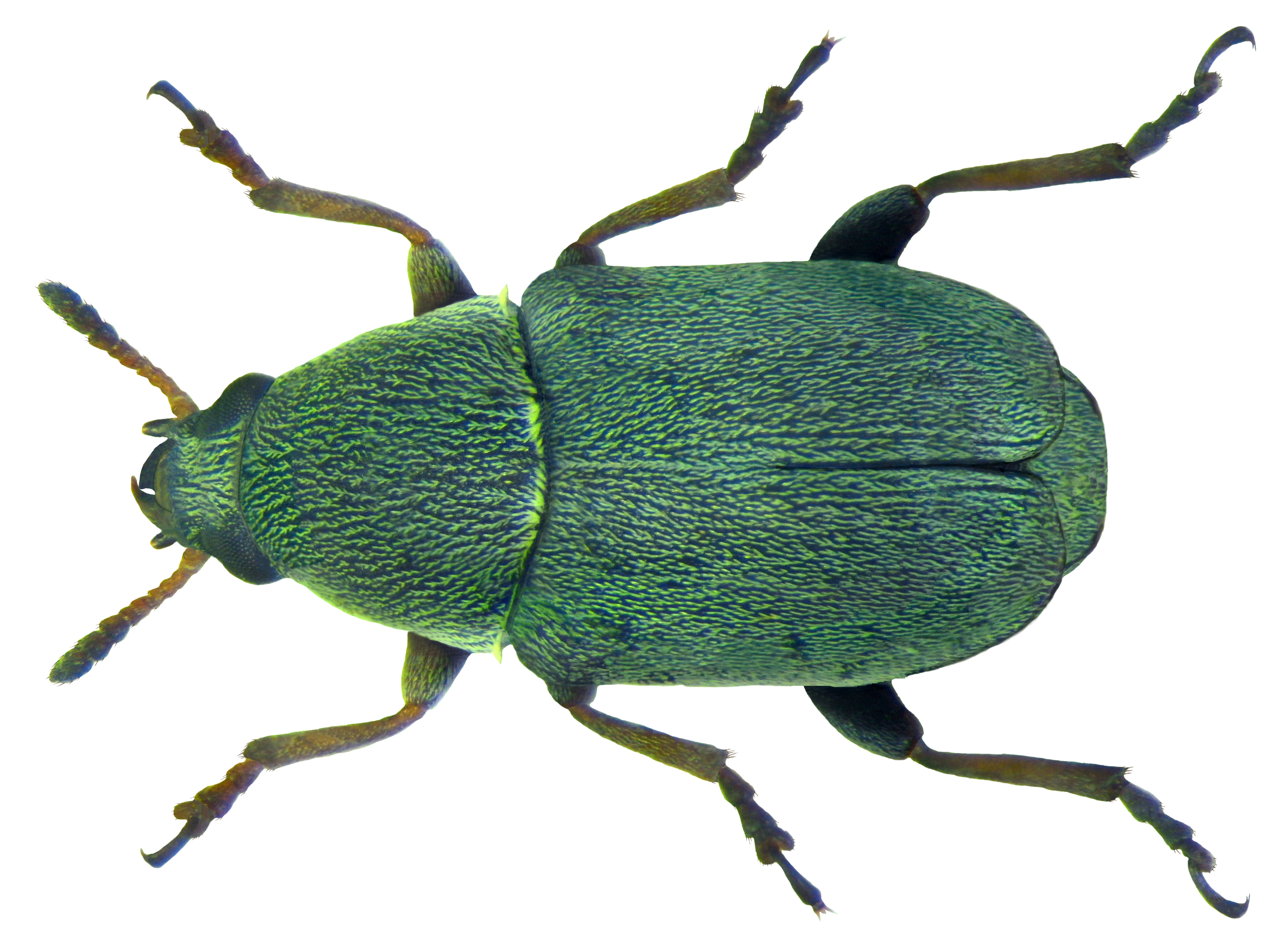
Őszes rezedabogár (Bruchela rufipes)

Orrosbogárfélék (Anthribidae) Billberg, 1820
- Orrosbogárformák (Anthribinae) Billberg, 1820
  - foltsoros pajzstetvész (Anthribus fasciatus) Forster, 1770
  - ködfoltos pajzstetvész (Anthribus nebulosus) Forster, 1770
  - tömzsi orrosbogár (Opanthribus tessellatus) (Boheman, 1829)
  - dülledtszemű orrosbogár (Ulorhinus bilineatus) (Germar, 1818)
  - nagy orrosbogár (Platyrhinus resinosus) (Scopoli, 1763)
  - nagybajuszú orrosbogár (Platystomos albinus) (Linné, 1758)
  - hullámos orrosbogár (Allandrus undulatus) (Panzer, 1795)
  - kétdudoros orrosbogár (Enedreytes hilaris) Fahraeus, 1839
  - hatdudoros orrosbogár (Pseudeuparius sepicola) (Fabricius, 1792)
  - fehérfoltos orrosbogár (Tropideres albirostris) (Herbst, 1783)
  - domború orrosbogár (Gonotropis gibbosa) LeConte, 1876
  - fehérfarú orrosbogár (Dissoleucas niveirostris) (Fabricius, 1798)
  - rövidorrú orrosbogár (Noxius curtirostris) (Mulsant & Rey, 1861)
  - szalagos orrosbogár (Rhaphitropis marchica) (Herbst, 1797)
  - piroslábú orrosbogár (Rhaphitropis oxyacanthae) (Ch. Brisout, 1863)
  - tölgy-orrosbogár Phaeochrotes pudens Gyllenhal, 1833
- Parányiorrosbogár-formák (Choraginae) W. Kirby, 1819
  - Horn-orrosbogár (Choragus horni) Wolfrum, 1930
  - Sheppard-orrosbogár (Choragus sheppardi) W. Kirby, 1819
  - nagyszemű-orrosbogár (Melanopsacus grenieri)  (Ch. Brisout, 1867)
  - parányi orrosbogár (Pseudochoragus piceus) (Schaum, 1845)
  - kávébogár (Araecerus fasciculatus) (DeGeer, 1775)
- Rezedabogár-formák (Urodontinae) C. G. Thomson, 1859
  - sávos rezedabogár (Bruchela suturalis) (Fabricius, 1792)
  - Schuster-rezedabogár (Bruchela schusteri) (Schilsky, 1912)
  - őszes rezedabogár (Bruchela rufipes) (Olivier, 1790)
  - Kaszab-rezedabogár (Bruchela kaszabi) (Strejček, 1973)
  - déli rezedabogár (Bruchela cana) (Küster, 1848)
  - Bruchela conformis (Gyllenhal, 1833)